# Umami

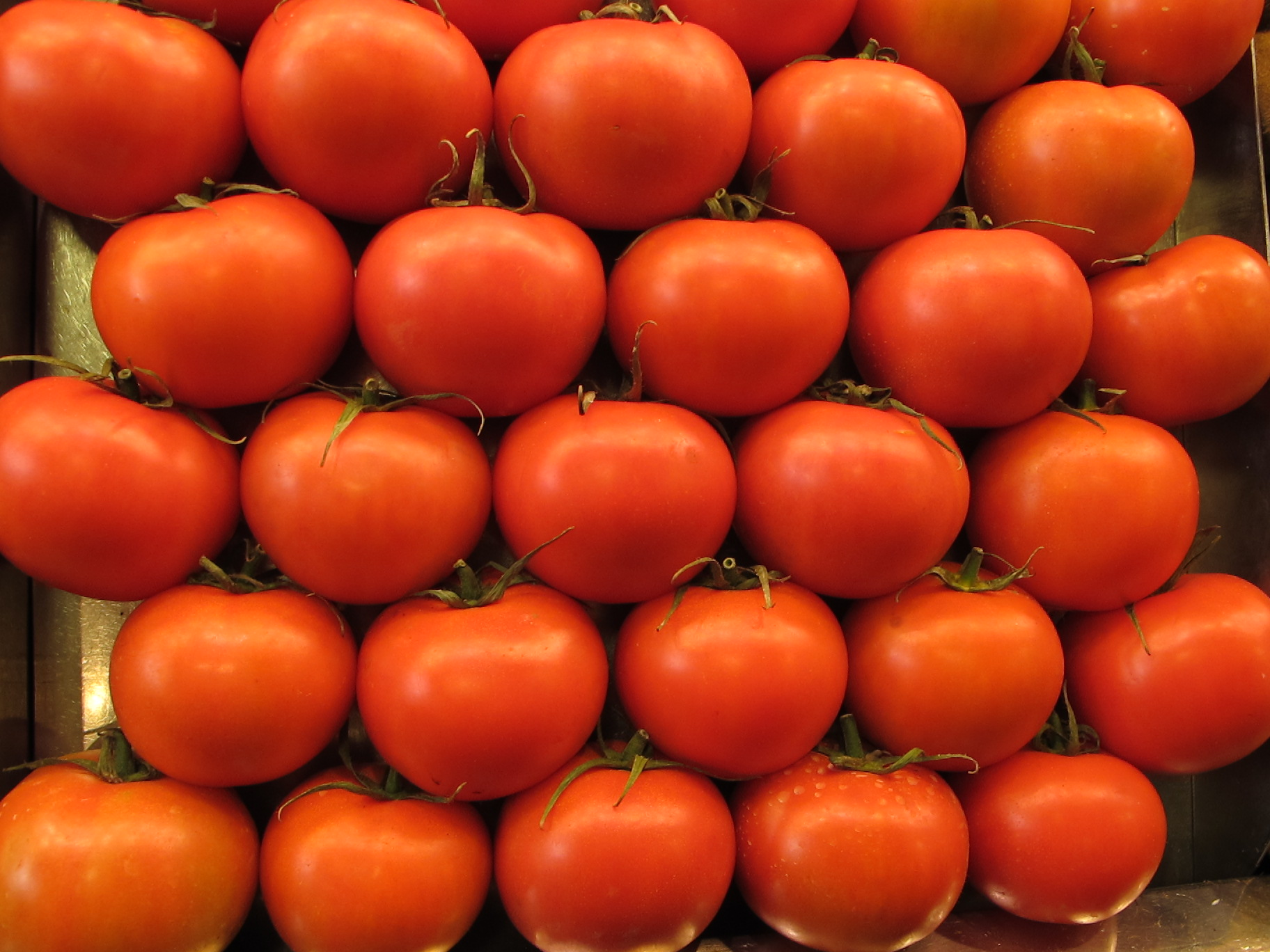
Tomatele sunt bogate în gust umami

Umami, gustul savorii, este unul dintre gusturile de bază, împreună cu gustul dulce, amar, acru și sărat. Cuvântul este preluat din japoneză (うま味), și poate fi tradus ca „gust plăcut savuros”. Denumirea a fost dată de chimistul japonez Kikunae Ikeda, de la cuvintele  umai (うまい) „delicios” și mi (味) „gust”; numele a fost dat după identificarea sa științifică din anul 1908. Gustul umami provine de la receptorii gustativi specifici pentru glutamați.